# Radical 210
Le radical 210, qui signifie "plat" ou "uniformément", est un des 2 des 214 radicaux chinois répertoriés dans le dictionnaire de Kangxi composés de quatorze traits.
Le caractère Unicode de 齊 est 9F4A.

## Caractères avec le radical 210
| nombre de traits          | caractères |
| ------------------------- | ---------- |
| Sans trait supplémentaire | 齊 斉 齐   |
| 3 traits supplémentaires  | 斎 齋      |
| 4 traits supplémentaires  | 齌         |
| 5 traits supplémentaires  | 齍         |
| 7 traits supplémentaires  | 齎         |
| 9 traits supplémentaires  | 齏         |